# Хедър Уотсън
Хедър Мириам Уотсън (родена на 19 май 1992 г.) е британска тенисистка.
Родена е в Гърнси, но за известно време тренира и живее в тенис академията на Ник Болетиери във Флорида, САЩ. На 16 юли 2012 г. Уотсън за първи път става най-добрата британска тенисистка в световната ранглиста за жени, след като измества Ан Кеотавонг от тази позиция.
На 14 октомври 2012 г. Уотсън печели своята първа WTA титла на сингъл след победа над Джан Кай-джън от Тайван във финала на Ейч Пи Оупън. Тя е първата британска тенисистка, печелила WTA титла от 1988 г. насам, когато това стори Сара Гоумър. През 2015 г. в Хобарт тя триумфира и с втората си титла. Освен това, Уотсън има още 3 WTA трофея, само че на двойки.
Успехите ѝ като девойка включват титла на US Open през 2009 г. и финал на двойки на Ролан Гарос през същата година. Стигала е до No.3 в света при девойките.

## Лични данни
Неин треньор е Диего Веронели. Майка ѝ се казва Мишел, а баща ѝ – Иън; има две сестри (Стефани и Джули) и един брат (Адам). Родена е в Гърнси; започва да играе тенис на 7-годишна възраст, а когато е на 12 се мести във Флорида, където тренира в академията на Ник Болетиери (все още тренира там). Любимата ѝ настилка е твърдата; следва модните тенденции и обича да пазарува; Серина Уилямс и Бионсе са нейни модни икони.

## Финали на турнири отWTA Тур

### Сингъл: 2 (2–0)
| Легенда                            |
| ---------------------------------- |
| Турнири от Големия шлем (0–0)      |
| Шампионат на WTA Тур (0–0)         |
| Задължителни Висши & Висши 5 (0–0) |
| Висши (0–0)                        |
| Международни (2–0)                 |

| Финали по настилка |
| ------------------ |
| Твърда (2–0)       |
| Трева (0–0)        |
| Клей (0–0)         |
| Мокет (0–0)        |

| Изход     | No. | Дата       | Турнир                                 | Настилка | Опонент         | Резултат           |
| --------- | --- | ---------- | -------------------------------------- | -------- | --------------- | ------------------ |
| Шампионка | 1.  | 14/10/2012 | Ейч Пи Оупън, Осака, Япония            | Твърда   | Джан Кай-джън   | 7–5, 5–7, 7–6(7–4) |
| Шампионка | 2.  | 17/01/2015 | Хобарт Интернешънъл, Хобарт, Австралия | Твърда   | Мадисън Бренгъл | 6–3, 6–4           |

### Двойки: 5 (3–2)
| Легенда                            |
| ---------------------------------- |
| Турнири от Големия шлем (0–0)      |
| Шампионат на WTA Тур (0–0)         |
| Задължителни Висши & Висши 5 (0–0) |
| Висши (1–0)                        |
| Международни (2–2)                 |

| Финали по настилка |
| ------------------ |
| Твърда (3–2)       |
| Трева (0–0)        |
| Клей (0–0)         |
| Мокет (0–0)        |

| Изход      | No. | Дата       | Турнир                               | Настилка   | Партньор          | Опоненти                         | Резултат                   |
| ---------- | --- | ---------- | ------------------------------------ | ---------- | ----------------- | -------------------------------- | -------------------------- |
| Шампионки  | 1.  | 15/07/2012 | Банк ъф дъ Уест Класик Станфорд, САЩ | Твърда     | Марина Еракович   | Ярмила Гайдошова Ваня Кинг       | 7–5, 7–6(9–7)              |
| Шампионки  | 2.  | 25/08/2012 | Тексас Тенис Оупън Далас, Тексас     | Твърда     | Марина Еракович   | Лига Декмейере Ирина Фалкони     | 6–3, 6–0                   |
| Финалистки | 1.  | 16/09/2012 | Бел Чалъндж Квебек, Канада           | Твърда (з) | Алисия Росолска   | Татяна Малек Кристина Младенович | 6–7(5–7), 7–6(8–6), [7–10] |
| Финалистки | 2.  | 14/10/2012 | Ейч Пи Оупън Осака, Япония           | Твърда     | Кимико Дате-Крум  | Ракел Копс-Джоунс Абигейл Спиърс | 1–6, 4–6                   |
| Шампионки  | 3.  | 27/07/2014 | Баку Къп Баку, Азербайджан           | Твърда     | Александра Панова | Ралука Олару Шахар Пеер          | 6–2, 7–6(7–3)              |

(з) = В зала